# Locomotiva FS E.551
La locomotiva elettrica E.551 era una locomotiva a corrente alternata trifase a bassa frequenza delle Ferrovie dello Stato italiane, progettata dopo la prima guerra mondiale come evoluzione del progetto E.550 per il servizio sia merci che viaggiatori. 

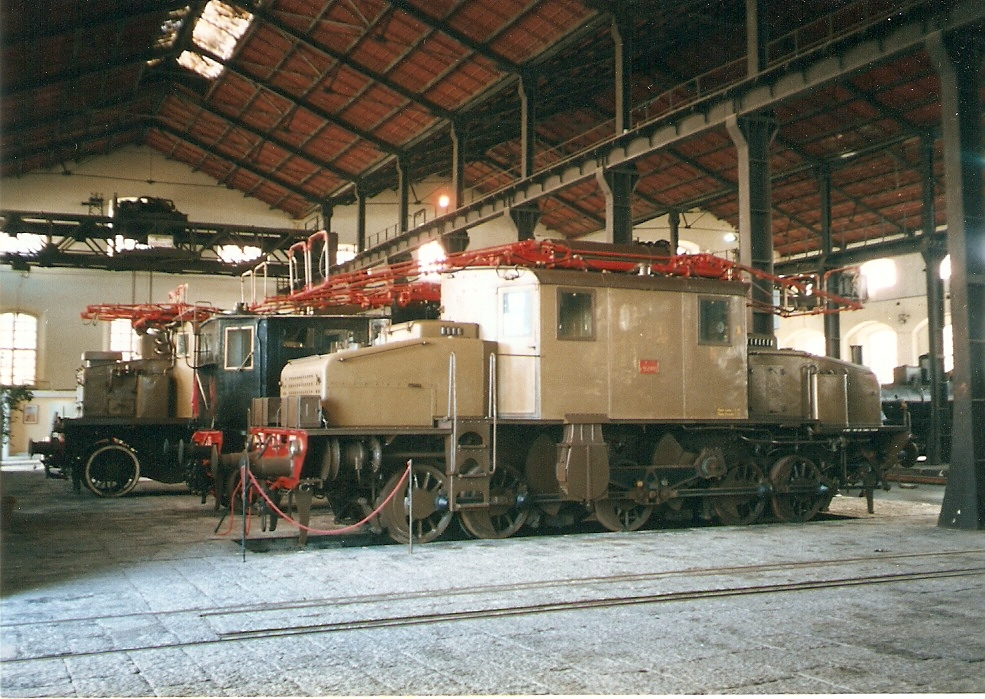
Locomotiva E.551 restaurata esteticamente ed esposta al Museo nazionale di Pietrarsa

## Storia
Il buon risultato ottenuto dall'E.550 nell'esercizio a corrente trifase delle linee di valico spinse le Ferrovie dello Stato a progettare una nuova locomotiva che facendo tesoro delle esperienze positive dell'esercizio ormai più che decennale ne esaltasse le caratteristiche soprattutto in termini di potenza; era inoltre necessario limitare i costi maggiori dovuti al pagamento di oneri conseguenti ai brevetti stranieri che gravavano sull'E.550. La nuova locomotiva venne progettata al termine della prima guerra mondiale intorno al 1919 ed entrò in servizio qualche anno dopo. Tra il 1922 e il 1925 ben 183 unità vennero costruite in tre serie. L'esercizio si svolse un po' dovunque, sia sulle tradizionali linee acclivi  del Frejus e dei Giovi, sia sulla Porrettana. La seconda guerra mondiale portò al danneggiamento irreparabile di una quarantina di unità. Gli anni sessanta con la graduale conversione delle linee trifasi a 3000 volt a corrente continua portarono al definitivo accantonamento del rimanente. Le ultime due unità utilizzate in manovra negli scali savonesi vennero accantonate alla fine del 1965. La E.551.001 è esposta nel Museo Ferroviario Nazionale di Pietrarsa.

## Caratteristiche tecniche

### Parte meccanica
La locomotiva E.551, evoluzione del progetto E.550 aveva un rodiggio a cinque assi accoppiati per mezzo di biella con asse centrale privo di bordino per meglio iscriversi nelle curve. Le ruote erano tutte uguali, di diametro 1070 mm e ne facevano una locomotiva adatta a servizi a bassa velocità per merci pesanti e viaggiatori non veloci.
I cinque assi accoppiati ricevevano il moto da due motori di trazione per mezzo di una speciale biella articolata con snodi di tipo sferico sulle bielle inclinate dei motori. Il telaio alloggiava i motori di trazione.
Le ruote erano del tipo in uso sulle locomotive a vapore con contrappesi di equilibratura e manovelle a 90°.
Sul telaio rigido era montata la cassa composta di una cabina centrale con avancorpi alle due estremità.
L'impianto frenante era dotato di freno continuo automatico e freno moderabile con freno a mano.

### Parte elettrica
La parte elettrica era costituita da due motori a corrente alternata trifase il cui circuito permetteva il collegamento in cascata per l'avviamento e la marcia a bassa velocità, a 25 km/ora, e in parallelo per la marcia alla velocità di 50 km/ora. I collegamenti necessari venivano stabiliti mediante un controller a tamburo, mentre un reostato a liquido permetteva di limitare la corrente assorbita all'avviamento.
La potenza complessiva dei due motori raggiungeva nella combinazione di parallelo la potenza di 2000 kW.
L'alimentazione di corrente elettrica avveniva per mezzo di due trolley a stanga del tipo, ormai collaudato in uso, montati sul tetto della cabina e sempre in presa contemporaneamente.
Il trolley adottato per queste locomotive era quello della Società Tecnomasio Italiano-Brown-Boveri.
La locomotiva all'origine venne dotata di caldaia di riscaldamento elettrica; dato lo scarso risultato a partire dal 1925 venne sostituita gradualmente da una caldaia a gasolio per il riscaldamento della carrozze. A partire dal 1930 venne installato un gruppo interruttore-invertitore ad alta tensione tipo FS/III.

### Comando multiplo
Nel 1959, durante la messa a punto del comando multiplo tipo "Ligure" sui prototipi E.554.005 e 109 da parte del deposito locomotive di Rivarolo Ligure, fu deciso di attrezzare con le stesse apparecchiature le locomotive E.551.105 e 111 del deposito di Savona, per verificarne la funzionalità su macchine dotate in origine del reostato a comando pneumatico. I risultati pienamente soddisfacenti dell'esperimento portarono all'attrezzamento col comando multiplo tipo "Ligure" di altre quattro locomotive del deposito savonese (E.551.010, 081, 090 e 098) che, assieme alle altre due, prestarono servizio sulle linee di valico verso Ceva fino al loro ritiro dal servizio nel 1965.